# Opel Zafira
Opel Zafira – samochód osobowy typu minivan klasy kompaktowej produkowany przez niemiecką markę Opel w trzech generacjach w latach 1999–2019. Przez 20 lat produkcji sprzedano 2,7 miliona egzemplarzy pojazdu.

## Pierwsza generacja

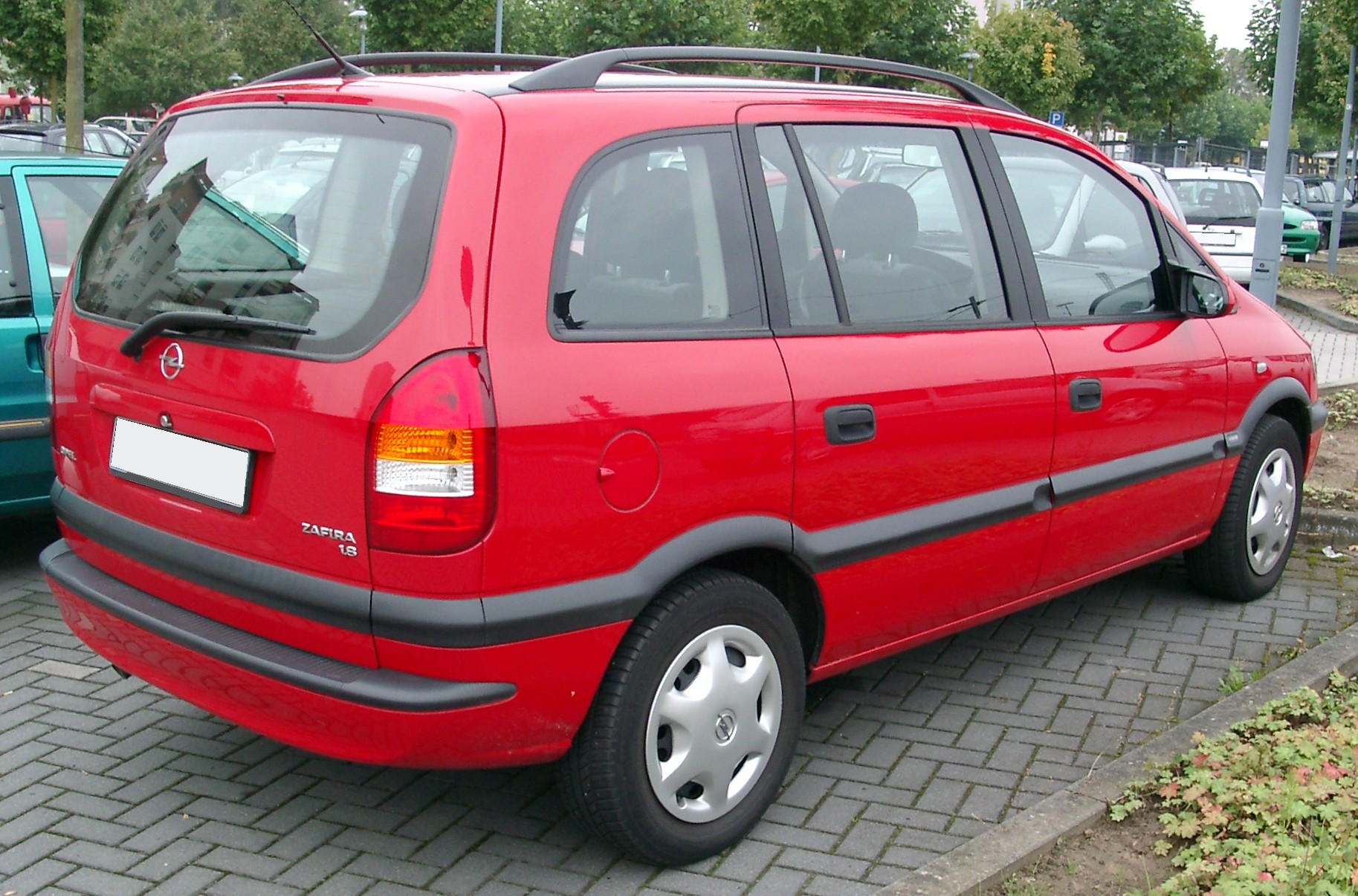
Opel Zafira A – tył

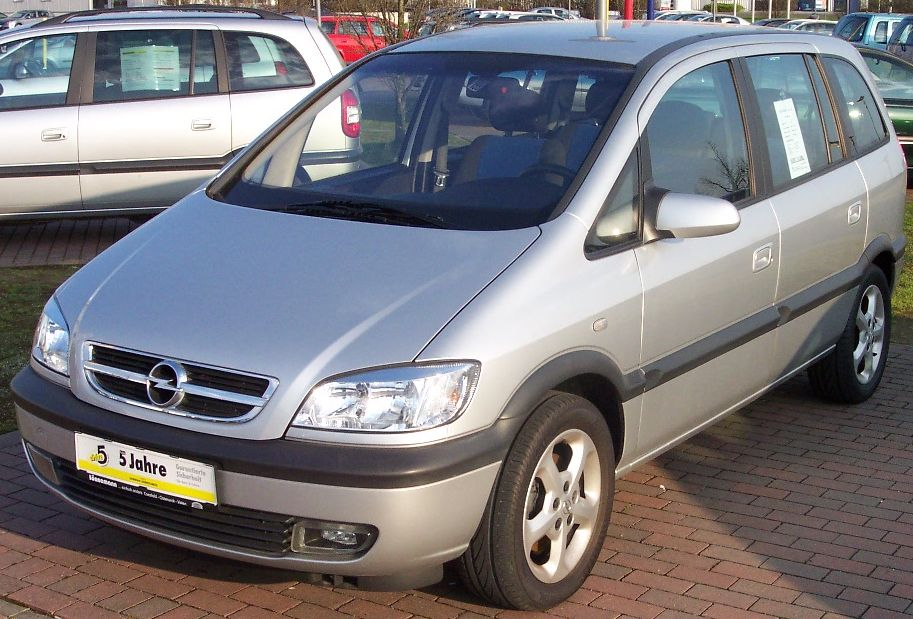
Opel Zafira A po liftingu

Opel Zafira A został zaprezentowany po raz pierwszy w 1999 roku.
Konstrukcja pierwszej generacji pojazdu oparta została na modelu Opel Astra G. Zafira pomieści siedmiu pasażerów. W 2003 roku auto przeszło drobny facelifting, w którym zmieniono kolor tylnych kierunkowskazów z pomarańczowego na przezroczysty, wymieniono grill na chromowany, zmieniono podłokietnik tylny na całkowicie otwierany oraz parę innych drobiazgów.
W testach zderzeniowych Euro NCAP w 2001 roku, Zafira otrzymała trzy gwiazdki.
W plebiscycie na Europejski Samochód Roku 2000 model zajął 3. pozycję (za Toyotą Yaris i Fiatem Multiplą).

### Wersje wyposażeniowe
- Comfort
- Riviera
- Elegance
- OPC
- N Joy
- Executive

| Wersja                | Silnik:                          | Układ zasilania:   | Średnica × skok tłoka: | St. sprężania:     | Moc maksymalna:                    | Kod Silnika:       | Maks. moment obrotowy      | 0–100 km/h:        | V-max:             |
| Silniki benzynowe:    | Silniki benzynowe:               | Silniki benzynowe: | Silniki benzynowe:     | Silniki benzynowe: | Silniki benzynowe:                 | Silniki benzynowe: | Silniki benzynowe:         | Silniki benzynowe: | Silniki benzynowe: |
| --------------------- | -------------------------------- | ------------------ | ---------------------- | ------------------ | ---------------------------------- | ------------------ | -------------------------- | ------------------ | ------------------ |
| 1.6 16v               | R4 1,6 l (1598 cm³), DOHC        | wtrysk             | 79,00 × 81,50 mm       | 10,5:1             | 101 KM (75 kW) przy 6000 obr./min  | Z16XEL Z16XE       | 150 N·m przy 3600 obr./min | 13,0 s             | 176 km/h           |
| 1.8 16v               | R4 1,8 l (1796 cm³), DOHC        | wtrysk             | 80,50 × 88,20 mm       | 10,5:1             | 125 KM (92 kW) przy 5600 obr./min  | Z18XE              | 170 N·m przy 3800 obr./min | 11,5 s             | 188 km/h           |
| 2.2 16v               | R4 2,2 l (2198 cm³), DOHC        | wtrysk             | 86,00 × 94,60 mm       | 10,0:1             | 147 KM (108 kW) przy 5800 obr./min | Z22SE              | 203 N·m przy 4000 obr./min | 10,0 s             | 200 km/h           |
| 2.0T OPC              | R4 2,0 l (1998 cm³), DOHC, turbo | wtrysk             | 86,00 × 86,00 mm       | 8,8:1              | 192 KM (140 kW) przy 5400 obr./min | Z20LET             | 250 N·m przy 1950 obr./min | 8,2 s              | 220 km/h           |
| 2.0T OPC              | R4 2,0 l (1998 cm³), DOHC, turbo | wtrysk             | 86,00 × 86,00 mm       | 8,8:1              | 200 KM (147 kW) przy 5600 obr./min | Z20LET Z20LER      | 250 N·m przy 1950 obr./min | 8,2 s              | 220 km/h           |
| Silniki wysokoprężne: |                                  |                    |                        |                    |                                    |                    |                            |                    |                    |
| 2.0 DTI 16v           | R4 2,0 l (1995 cm³), SOHC, turbo | wtrysk             | 84,00 × 90,00 mm       | 18,5:1             | 101 KM (74 kW) przy 4300 obr./min  | Y20DTH             | 230 N·m przy 1950 obr./min | 14,0 s             | 175 km/h           |
| 2.2 DTI               | R4 2,2 l (2172 cm³), SOHC, turbo | wtrysk             | 84,00 × 98,00 mm       | 18,5:1             | 125 KM (92 kW) przy 4000 obr./min  | Y22DTR             | 280 N·m przy 1500 obr./min | 11,5 s             | 187 km/h           |

## Druga generacja

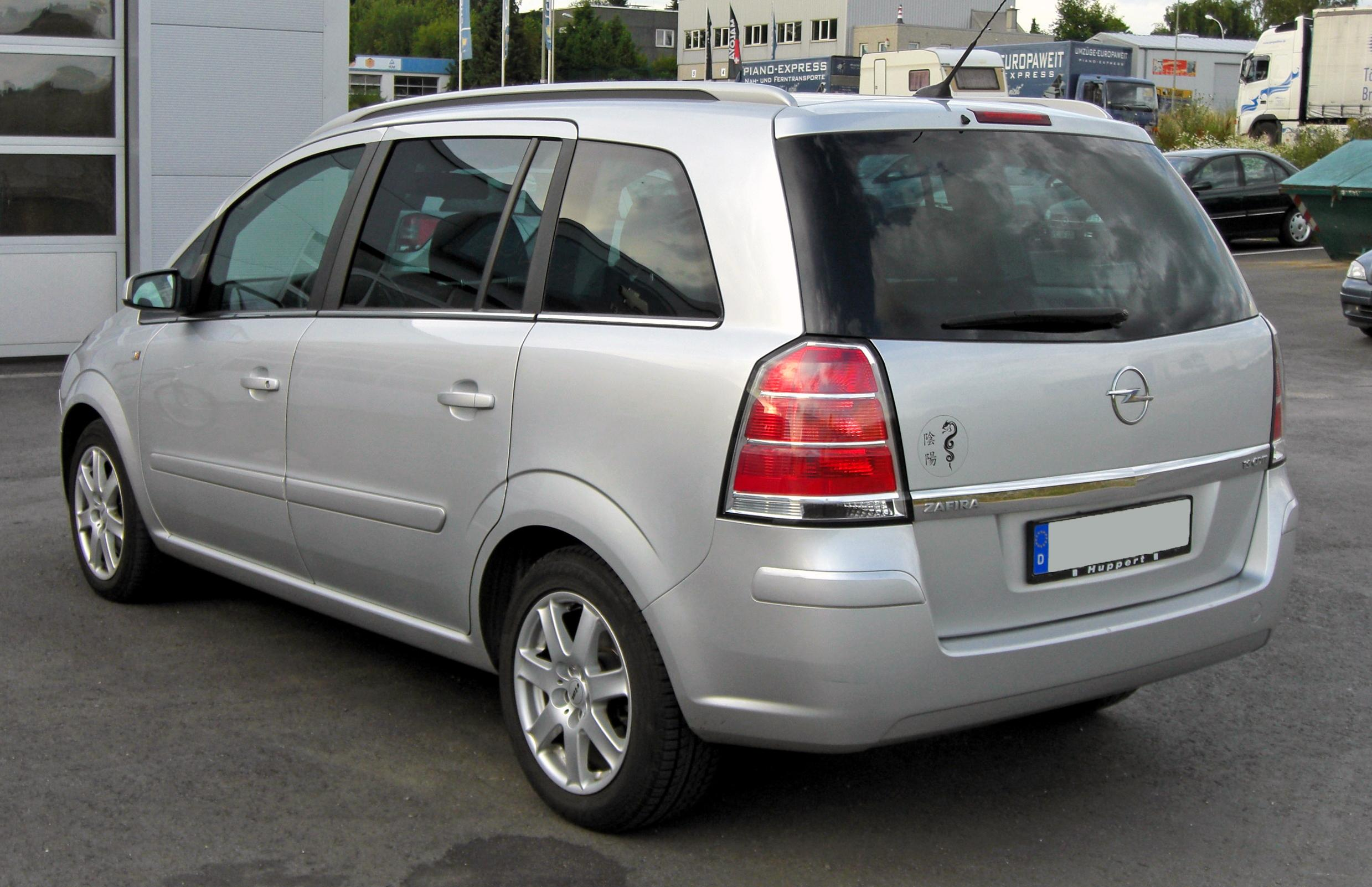
Opel Zafira B – tył

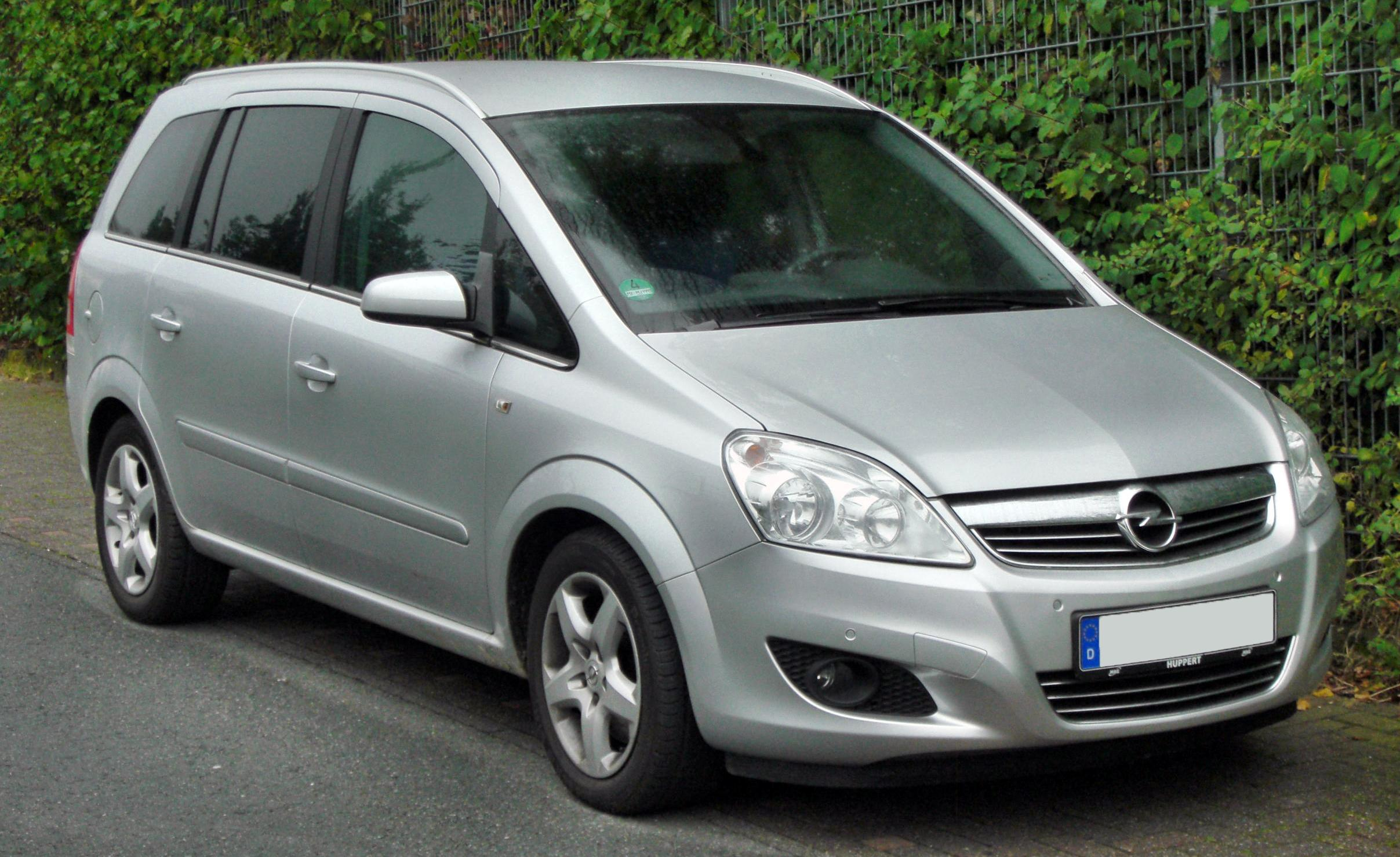
Opel Zafira B po liftingu

Opel Zafira B został zaprezentowany po raz pierwszy w 2005 roku.
W lutym 2008 roku auto przeszło facelifting polegający na zmianie reflektorów przednich oraz tylnych. Po wprowadzeniu w 2012 roku kolejnej generacji modelu, Zafira B pozostała produkowana do 5 grudnia 2014 roku. Od wprowadzenia do produkcji Zafiry C, aż do końca produkcji model nosił nazwę „Zafira Family” po to, aby klienci nie mylili ze sobą dwóch generacji modelu.
Wersje auta z homologacją ciężarową nie posiadają dwóch tylnych siedzeń. Występują również w wersji Flexivan, w tym wypadku są tylko przednie fotele, a tylne szyby są bardzo mocno przyciemniane.
Samochód wytwarzano aż do 5 grudnia 2014 roku w niemieckim Bochum, a w okresie od 12 września 2005 roku do 19 lipca 2010 roku także w polskiej fabryce w Gliwicach, gdzie wyprodukowano 459 549 egzemplarzy.

### Wersje wyposażeniowe
- Esentia (wersja podstawowa)
- Enjoy
- Riviera
- Family[12]
- 111 (zmieniona wersja Enjoy z okazji 111 urodzin Opla, limitowana wypuszczona w 2010 roku)
- Cosmo (najlepiej wyposażona wersja)
- OPC (wersja sportowa) – w standardzie wychodziły z fotelami kubełkowymi Recaro, innymi zderzakami i przyciskiem SPORT który powoduje wyłączenie systemów TC oraz ESP

Oferowane były również wersje OPC line 1 i 2. Jedna wersja była mniej zbliżona z wyglądu do prawdziwej OPC, posiadała dokładki zderzaków i progów. Druga wersja była bardzo zbliżona do oryginału. Z zewnątrz wyglądały identycznie. W obydwu wersjach można było dobrać siedzenia sportowe i dowolny silnik.

### Dane techniczne
| Model                | Pojemność         | Liczba cylindrów  | Moc                             | Moment obrotowy        | Kod silnika       | Skrzynia biegów                                     | emisja CO2 (g/km) | Lata produkcji    | Norma emisji spalin |
| Silniki benzynowe    | Silniki benzynowe | Silniki benzynowe | Silniki benzynowe               | Silniki benzynowe      | Silniki benzynowe | Silniki benzynowe                                   | Silniki benzynowe | Silniki benzynowe |                     |
| -------------------- | ----------------- | ----------------- | ------------------------------- | ---------------------- | ----------------- | --------------------------------------------------- | ----------------- | ----------------- | ------------------- |
| 1.6 TwinPort         | 1598 cm³          | R4                | 77 kW / 105 KM (6000 rpm)       | 150 Nm (4000 rpm)      | Z16XEP            | pięciobiegowa manualna lub pięciobiegowa easytronic | 172               | 2005–2008         | EURO 4              |
| 1.6 VVT              | 1598 cm³          | R4                | 85 kW / 115 KM (6000 rpm)       | 155 Nm (4000 rpm)      | Z16XER            | pięciobiegowa manualna lub pięciobiegowa easytronic | 157               | 2008–2011         | EURO 5              |
| 1.8 VVT              | 1796 cm³          | R4                | 103 kW / 140 KM (6300 rpm)      | 175 Nm (3800 rpm)      | Z18XER            | pięciobiegowa manualna lub pięciobiegowa easytronic | 168               | 2005–2014         | EURO 5              |
| 2.0 Turbo            | 1998 cm³          | R4                | 147 kW / 200 KM (4900–6000 rpm) | 262 Nm (1850–4900 rpm) | Z20LER            | sześciobiegowa manualna                             | 228               | 2005–2009         | EURO 4              |
| 2.0 Turbo            | 1998 cm³          | R4                | 177 kW / 240 KM (6000 rpm)      | 320 Nm                 | Z20LEH            | sześciobiegowa manualna                             | 230               | 2005–2010         | EURO 4              |
| 2.2 VVT              | 2198 cm³          | R4                | 110 kW / 150 KM (6000 rpm)      | 215 Nm (4000 rpm)      | Z22YH             | sześciobiegowa manualna                             | 197               | 2005–2010         | EURO 4              |
| Silniki CNG          |                   |                   |                                 |                        |                   |                                                     |                   |                   |                     |
| 1.6                  | 1598 cm³          | R4                | 70 kW / 95 KM                   |                        | Z16YNG            | pięciobiegowa manualna                              |                   | 2005–2009         |                     |
| 1.6 Turbo            | 1598 cm³          | R4                | 110 kW / 150 KM                 |                        | Z/A16XNT          | pięciobiegowa manualna                              |                   | 2009–2011         |                     |
| Silniki wysokoprężne |                   |                   |                                 |                        |                   |                                                     |                   |                   |                     |
| 1.7 CDTI Ecotec      | 1686 cm³          | R4                | 81 kW / 110 KM (4000 rpm)       | 260 Nm (1750–2500 rpm) |                   |                                                     | 134               | 2009–2011         | EURO 5              |
| 1.7 CDTI Ecotec      | 1686 cm³          | R4                | 92 kW / 125 KM (4000 rpm)       | 280 Nm (1750–3500 rpm) |                   |                                                     | 134               | 2010–2014         | EURO 5              |
| 1.9 CDTI Ecotec      | 1910 cm³          | R4                | 88 kW / 120 KM (4000 rpm)       | 280 Nm (2000–2500 rpm) |                   |                                                     | 167               | 2005              | EURO 3              |
| 1.9 CDTI Ecotec      | 1910 cm³          | R4                | 88 kW / 120 KM (4000 rpm)       | 280 Nm (1700–2550 rpm) |                   |                                                     | 159               | 2005–2010         | EURO 4              |
| 1.9 CDTI Ecotec      | 1910 cm³          | R4                | 110 kW / 150 KM (4000 rpm)      | 315 Nm (2000–2500 rpm) |                   |                                                     | 167               | 2005              | EURO 3              |
| 1.9 CDTI Ecotec      | 1910 cm³          | R4                | 110 kW / 150 KM (4000 rpm)      | 315 Nm (2000–2500 rpm) |                   |                                                     | 159               | 2005–2010         | EURO 4              |

## Trzecia generacja

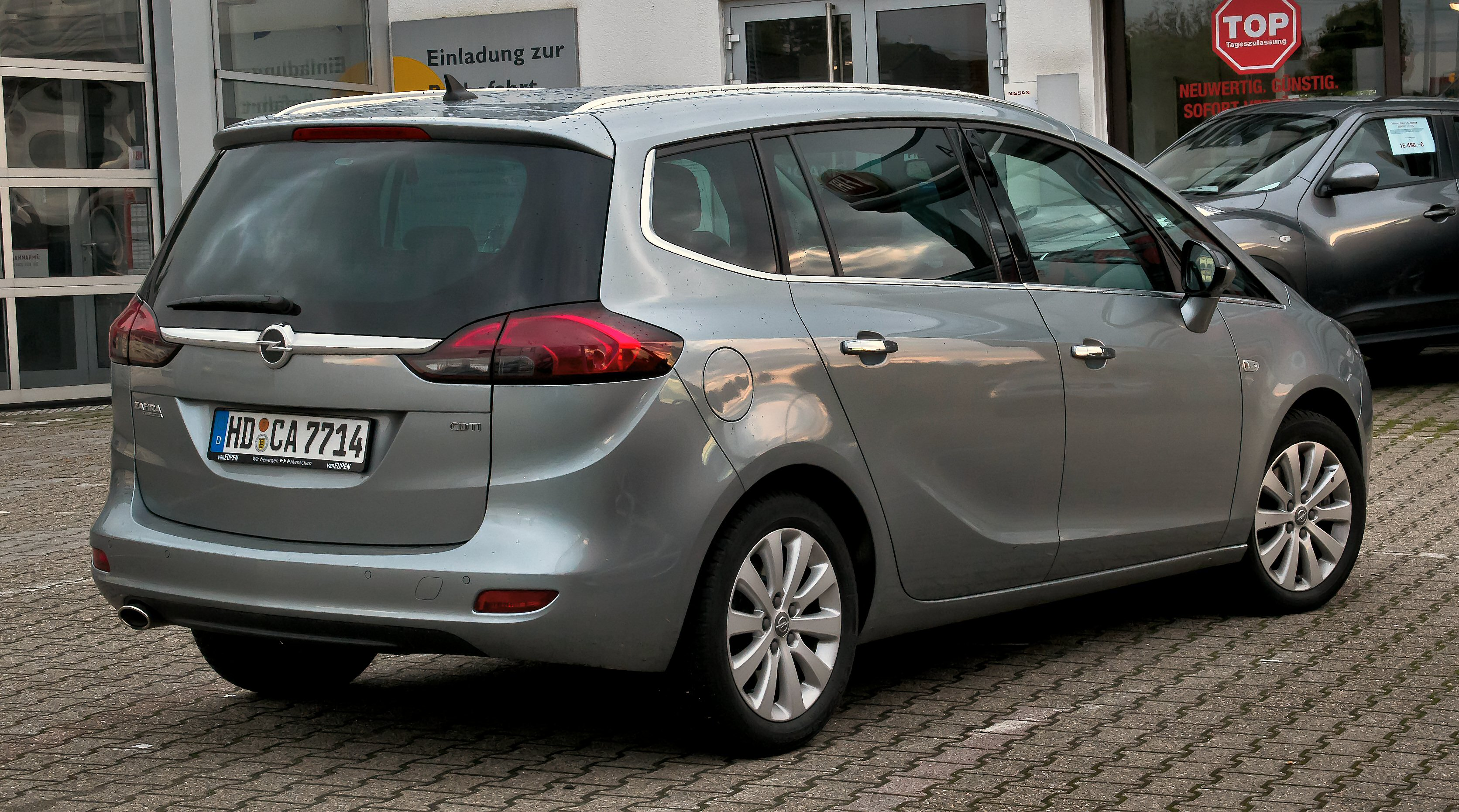
Opel Zafira Tourer – tył

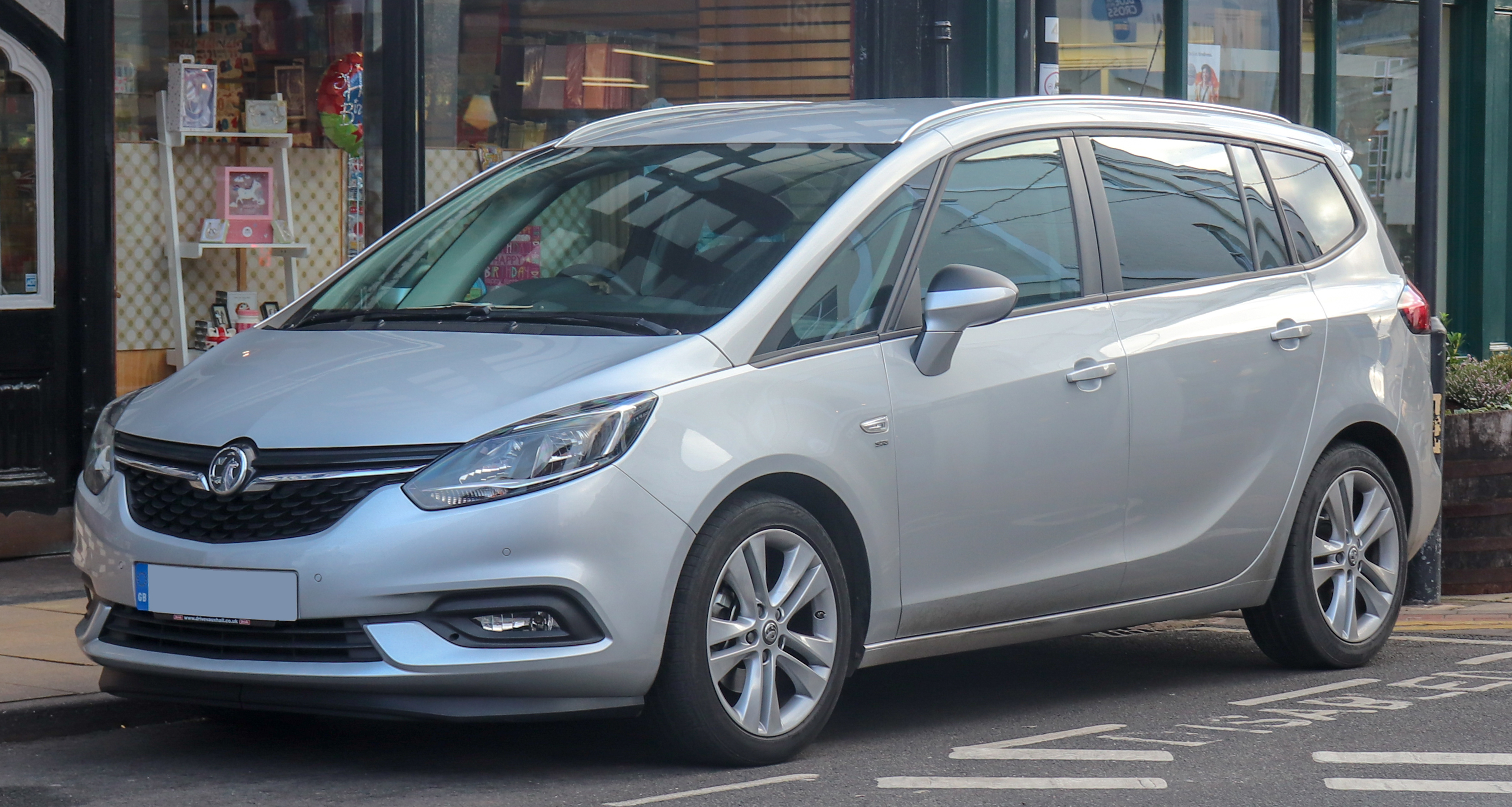
Vauxhall Zafira C – wersja po liftingu

Opel Zafira C został po raz pierwszy zaprezentowany podczas targów motoryzacyjnych we Frankfurcie w 2011 roku.
W latach 2012–2016 samochód oferowany był z dodatkowym przydomkiem „Tourer”, który miał odróżniać model od produkowanej przez dwa lata równolegle poprzedniej Zafiry, która z kolei przez ten czas nosiła dodatkowy człon w nazwie „Family”. Po zamknięciu fabryki Opla w Bochum w 2014 roku, produkcja samochodu została przeniesiona do Rüsselsheim am Main. Od czasu modernizacji w 2016 roku Zafira trzeciej generacji oferowana była pod tradycyjną nazwą.
Po raz pierwszy auto dostępne jest także w 5-osobowej wersji. Auto mogło być wyposażone m.in. w systemy Line Assist, Park Assist, aktywny tempomat oraz też panoramiczny dach.

### Koniec produkcji i następca
W czerwcu 2018 roku w związku z niskim popytem zakończono produkcję odmian dostosowanych do ruchu lewostronnego, przeznaczonych na rynki Wielkiej Brytanii, Irlandii oraz Malty. Na pozostałych rynkach Zafira pozostała w ofercie do 2019 roku, po zmianach w gamie jednostek napędowych, które zostały dostosowane do wymagań normy emisji spalin Euro 6d-TEMP.
W 2019 roku zakończono produkcję pojazdu, było to uwarunkowane drastycznym spadkiem sprzedaży kompaktowych minivanów (od 2014 do 2019 roku o ponad 60 procent). Zafira nie doczekała się bezpośredniego następcy, pośrednio jej miejsce zajęły modele Grandland X i Combo Life. Nazwę Opel Zafira Life nosi osobowa wersja samochodu Opel Vivaro trzeciej generacji, produkowanego od 2019 roku.

### Wersje wyposażeniowe
- Enjoy
- Cosmo

### Silniki[16]
- Benzynowe:
  - 1.4 Turbo 120 KM
  - 1.4 Turbo 140 KM
  - 1.6 ECOTEC Direct Injection Turbo 170 KM
  - 1.6 SIDI Turbo 200 KM[17]
  - 1.8 115 KM
  - 1.8 140 KM
- Wysokoprężne:
  - 1.6 CDTi ecoFLEX 120 KM
  - 1.6 CDTi ecoFLEX 136 KM
  - 2.0 DTL 110 KM
  - 2.0 DT 130 KM
  - 2.0 DTH 165 KM
  - 2.0 DTR 195 KM
- Inne:
  - 1.4 LPG 140 KM
  - 1.6 CNG 150 KM